# Tourmaline
Pour les articles homonymes, voir Tourmaline (homonymie).
La tourmaline est un groupe de minéraux de la famille des silicates, sous-groupe des cyclosilicates, de formule chimique XG3Z6(BO3)3T6O18(OH,O)3(OH,F,O) où X = (Ca,Na,K,[]), G  =(Mg,Li,Al,Mn,Fe2+,3+,V,Cr,Ti,Cu,[]), Z = (Al,Mg,Cr,V,Fe3+,Ti), T = (Si,Al,B,Be). La tourmaline cristallise dans le système cristallin trigonal à réseau rhomboédrique en baguettes ou aiguilles allongées à section triangulaire et faces courbes.

## Inventeur et étymologie
Son nom vient de Thuramali (තුරමලි) ou Thoramalli (තෝරමල්ලි) en cingalais.

## Caractéristiques physico-chimiques

### Critères de détermination
Les tourmalines ont un éclat vitreux et des couleurs très variées. Leur trait est blanc.
La teinte rose des tourmalines de nombreux gisements est le résultat d’une irradiation naturelle continue. Lors de leur croissance, ces tourmalines incorporent du Mn2+ alors qu’à l’origine elles sont par nature très pâles. Leur environnement granitique leur impose une exposition aux rayons gamma naturels dus à la désintégration du 40K radioactif, ce qui provoque la formation progressive des Mn3+, ions responsables des couleurs rose à rouge.
Les tourmalines forment des cristaux prismatiques à six pans, à faces alternativement larges et étroites, donnant une section plutôt triangulaire.
Elles sont insolubles dans les acides.

### Cristallochimie
Les tourmalines forment un groupe selon la classification de Strunz, noté 9.CK.05 : il s'agit de silicates (IX), plus précisément de cyclosilicates (9.C) contenant des anneaux à six membres Si6O18 avec des anions complexes insulaires (9.CK).
Selon la classification de Dana, les tourmalines sont divisées en plusieurs groupes en fonction de leur composition : elles font toutes partie des cyclosilicates contenant des anneaux à six membres Si6O18 où le silicium peut être remplacé par de l'aluminium et pouvant contenir des groupements hydroxyle OH (groupe noté 61). On distingue les tourmalines déficientes en métaux alcalins (groupe 61.03a, les lacunes sont indiquées par [] dans leurs formules chimiques), celles contenant majoritairement du calcium (groupe 61.03b), du fer (groupe 61.03c), du lithium (groupe 61.03d) et du sodium (groupe 61.03e).

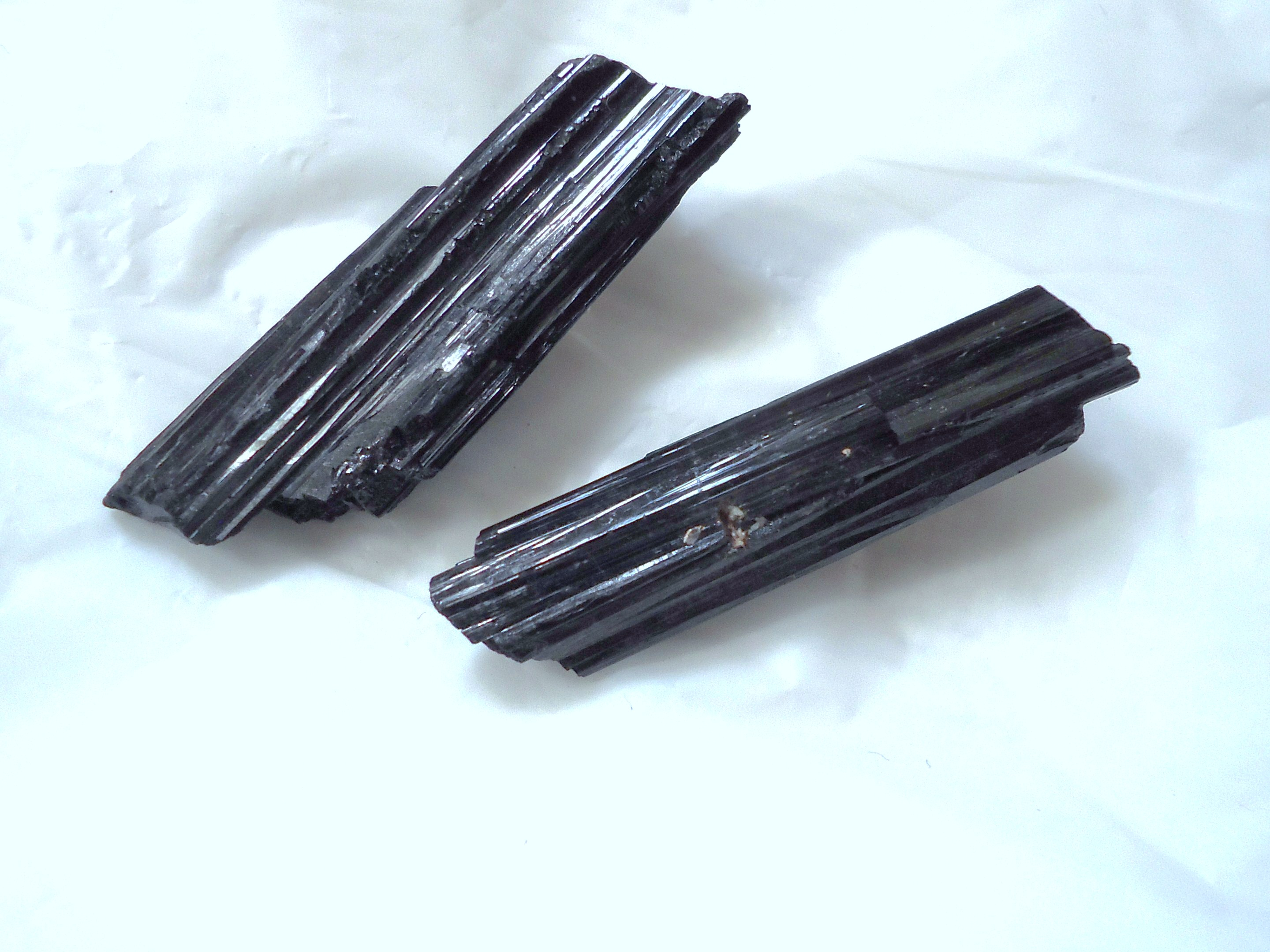
Schorl, variété de tourmaline noire.

| Minéral                  | Formule                                           | Groupe ponctuel | Groupe d'espace | Classe de Dana |
| ------------------------ | ------------------------------------------------- | --------------- | --------------- | -------------- |
| Buergerite               | NaFe3Al6(BO3)3Si6O21F                             | 3m              | R3m             | 61.03c         |
| Chromdravite             | NaMg3(Cr,Fe)6(BO3)3(Si6O18)(OH)4                  | 3m              | R3m             | 61.03e         |
| Dravite (Tschermak 1883) | NaMg3Al6(BO3)3(Si6O18)(OH)4                       | 3m              | R3m             | 61.03e         |
| Elbaïte                  | Na(Li,Al)3Al6(BO3)3(Si6O18)(OH)4                  | 3m              | R3m             | 61.03d         |
| Feruvite                 | (Ca,Na)(Fe,Mg,Ti)3(Al,Mg,Fe)6(BO3)3 (Si6O18)(OH)4 | 3m              | R3m             | 61.03b         |
| Foitite                  | []Na<0,5(Fe,Al)3Al6(BO3)3(Si6O18)(OH)4            | 3m              | R3m             | 61.03a         |
| Hydroxyuvite             | CaMg3(Al5Mg)(Si6O18)(BO3)3(OH)3(OH)               | 3m              | R3m             | 61.03b         |
| Liddicoatite             | Ca(Li,Al)3Al6(BO3)3(Si6O18)(O,OH,F)4              | 3m              | R3m             | 61.03b         |
| Magnésiofoitite          | [](Mg2Al)Al6(BO3)3(Si6O18)(OH)4                   | 3m              | R3m             | 61.03a         |
| Olenite                  | NaAl3Al6(BO3)3(Si6O18)(O,OH)4                     | 3m              | R3m             | 61.03d         |
| Povondraïte              | (Na,K)(Fe2+,Fe3+)3(Fe,Mg,Al)6(BO3)3 (Si6O18)(OH)4 | 3m              | R3m             | 61.03c         |
| Rossmanite               | []LiAl2Al6(Si6O18)(BO3)3(OH)4                     | 3m              | R3m             | 61.03a         |
| Schorl                   | NaFe3Al6(BO3)3(Si6O18)(OH)4                       | 3m              | R3m             | 61.03e         |
| Schorl-F                 | NaFe3Al6(BO3)3(Si6O18)(OH)3(F,OH)                 | 3m              | R3m             | 61.03e         |
| Uvite                    | (Ca,Na)(Mg,Fe)3Al5Mg(BO3)3(Si6O18)(OH,F)4         | 3m              | R3m             | 61.03b         |
| Vanadiumdravite          | NaMg3V6(BO3)3(Si6O18)(OH)4                        | 3m              | R3m             | 61.03e         |

### Cristallographie

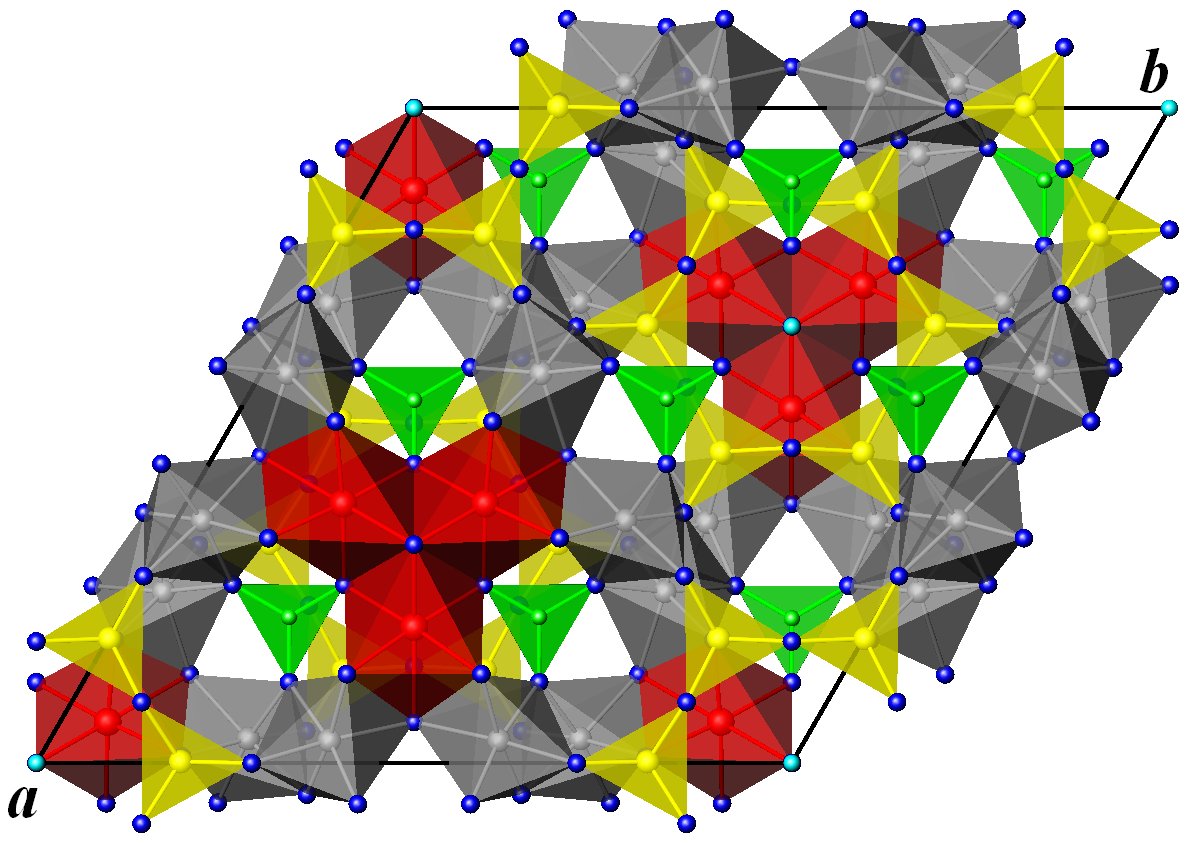
Structure du schorl, projetée sur le plan (a, b). Rouge : Fe, jaune : Si, gris : Al, cyan : Na, bleu : O, vert : B.

La tourmaline cristallise dans le système cristallin trigonal, de groupe d'espace R3m (Z = 3 unités formulaires par maille conventionnelle). Ses paramètres de maille et sa masse volumique varient en fonction de sa composition chimique.
Sa structure est constituée d'octaèdres ZO6 (Z = Al, Mg, Cr, V, Fe3+ ou Ti), de groupes G3O13 (G = Mg, Fe, Mn, Li ou Al), de triangles BO3 et d'anneaux Si6O18.

## Gîtologie et minéraux associés
La tourmaline est un minéral commun des roches magmatiques et métamorphiques, ainsi que des veines hydrothermales de haute température. Il s'agit d'un minéral caractéristique des pegmatites.

## Exploitation des gisements

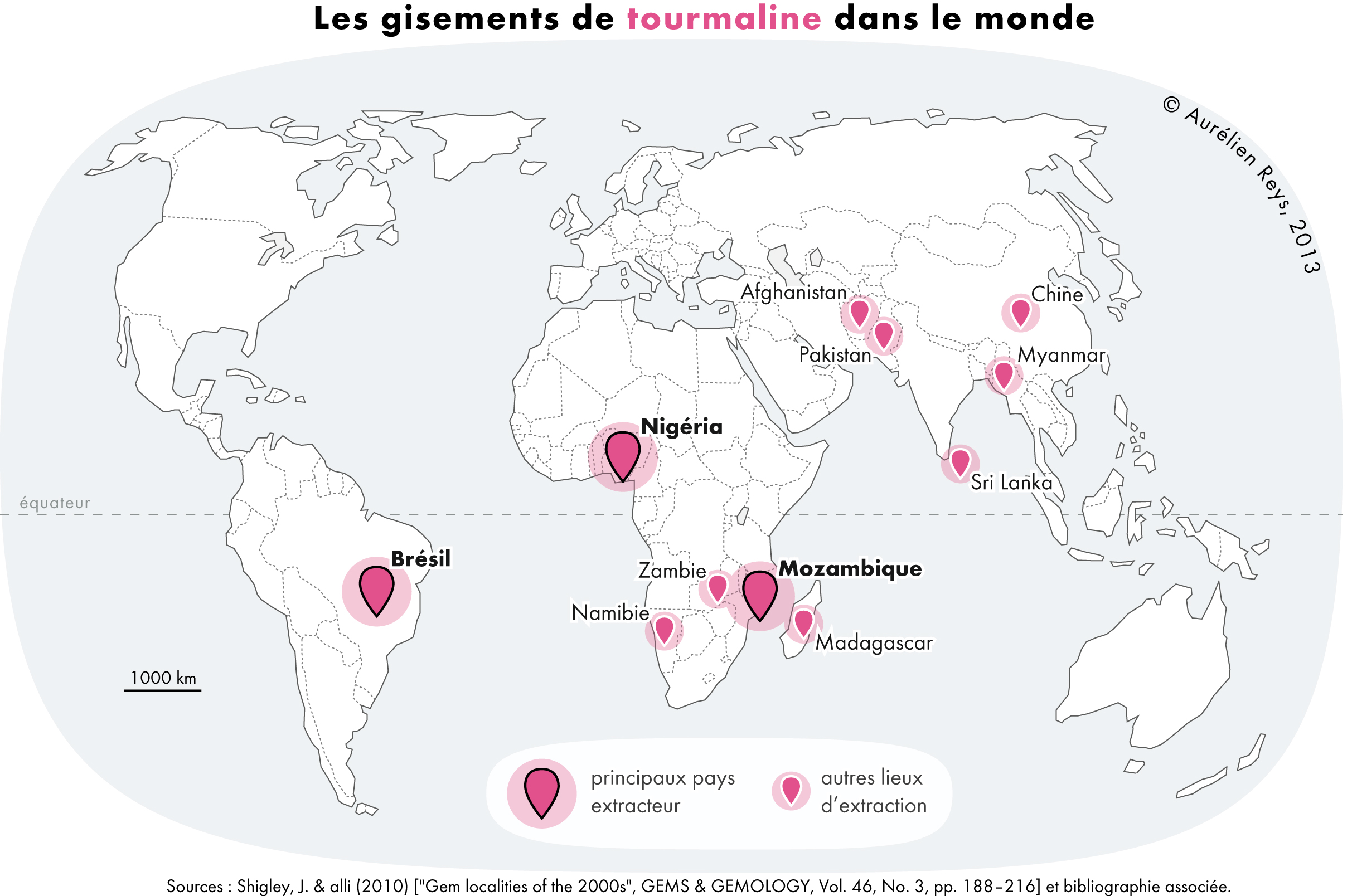
Carte des principaux pays producteurs de tourmalines dans le monde

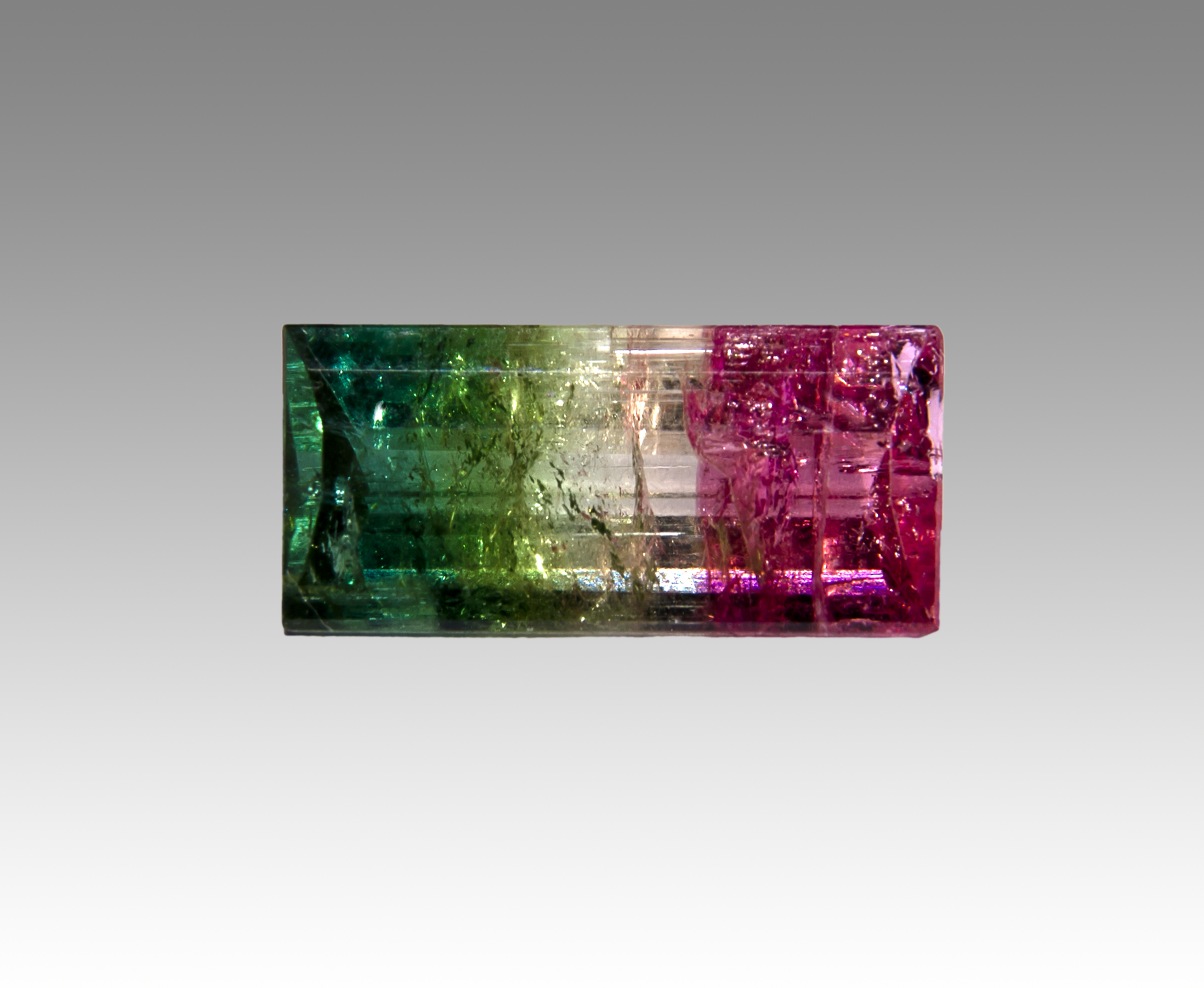
Tourmaline taillée.

Tout comme pour les diamants, les tourmalines possèdent des propriétés pratiques.
La tourmaline fut utilisée jadis pour nettoyer les pipes grâce à son effet piézoélectrique. De plus, elle possède des propriétés pyroélectriques : quand elle est chauffée, ses deux extrémités accumulent des charges électriques opposées, ce qui peut attirer la poussière via l'électricité statique. Pour cette raison, on retrouve également ce minéral dans les fers à lisser pour cheveux, dans le but d'éliminer l'électricité statique.
Il s'agit également d'une pierre fine utilisée en joaillerie pour les variétés colorées.
La tourmaline est aussi utilisée en exploration minière en tant que signe géologique précurseur de la formation de gisement d'or[réf. nécessaire].